# Тіволі Штадіон Тіроль
Тіволі Штадіон Тіроль (нім. Tivoli Stadion Tirol), повна назва — Спортивно-розважальний парк «Тіволі Штадіон Тіроль» (нім. Sport- und Freizeitpark Tivoli Stadion Tirol), до 2011 — «Тіволі-Ной» (нім. Tivoli-Neu) — футбольний стадіон в Інсбруку. На цій арені проводить свої матчі місцевий футбольний клуб «Ваккер» та команда американського футболу «Тіроль Райдерс». До будівництва стадіону головною спортивною спорудою землі Тіроль був збудований в 1953 році і зруйнований в 2004 році стадіон «Тіроль Мільх-Тіволі», відоміший як «Тіволі».

## Розташування
Стадіон розташований у районі Прадль міста Інсбрука. Входить до складу спорткомплексу «Тіволі» разом із хокейною ареною Олімпія-Айсхалле, яка приймала матчі чемпіонату світу з хокею-2005, відкритим басейном та центром фігурного катання. Безпосередньо поблизу стадіону знаходиться залізничний вокзал Інсбрука.

## Історія
У лютому 1999 року було затверджено проект будівництва нового стадіону в Інсбруку, запропонований віденським архітектором Альбертом Віммером. Перший камінь нової арени заклав тодішній гравець «Тіролю» Станіслав Черчесов. У березні 1999 розпочалося будівництво, і 8 вересня 2000 року відбулося урочисте відкриття нового стадіону. Тоді він вміщував 17 400 глядачів (у тому числі 15 200 пластикових сидінь).
Для проведення матчів Євро-2008 стадіон був розширений у 2006 році. Над південною, північною та західною трибунами був надбудований тимчасовий другий ярус, що дозволив збільшити місткість споруди до понад 30 000 місць. Після цього до Євро-2008 стадіон прийняв п'ять матчів збірної Австрії.

## Євро-2008
Стадіон увійшов до числа чотирьох австрійських стадіонів, що приймали матчі Чемпіонату Європи з футболу 2008. Під час Євро-2008 він приймав три групові матчі (всі за участі несіяних команд):
| Дата      | Матч             | Рахунок | Раунд          | Глядачі |
| --------- | ---------------- | ------- | -------------- | ------- |
| 10 червня | Іспанія — Росія  | 4:1     | Матч групи «D» | 30 772  |
| 14 червня | Швеція — Іспанія | 1:2     | Матч групи «D» | 30 772  |
| 18 червня | Росія — Швеція   | 2:0     | Матч групи «D» | 30 772  |

## Після Євро-2008
Ще до Євро-2008 власники стадіону зрозуміли, що для команди «Ваккер», що грає у Erste Liga (другий рівень австрійської футбольної ліги), стадіон є завеликим. Тому одразу після завершення чемпіонату було вирішено розібрати другий ярус (який до того ж був не надто зручним) та продати його за 5 мільйонів євро. Фірма Zeman, яка і збудувала цей стадіон, до 2009 розібрала та продала конструкції верхнього яруса, з яких можна побудувати стадіон на 16 тисяч місць. На думку керівництва фірми, інтерес до пропозиції підвищать залишені на стінах споруди автографи гравців збірної Росії, яка на цьому стадіоні виборола місце у плей-оф.